# MSV 아레나

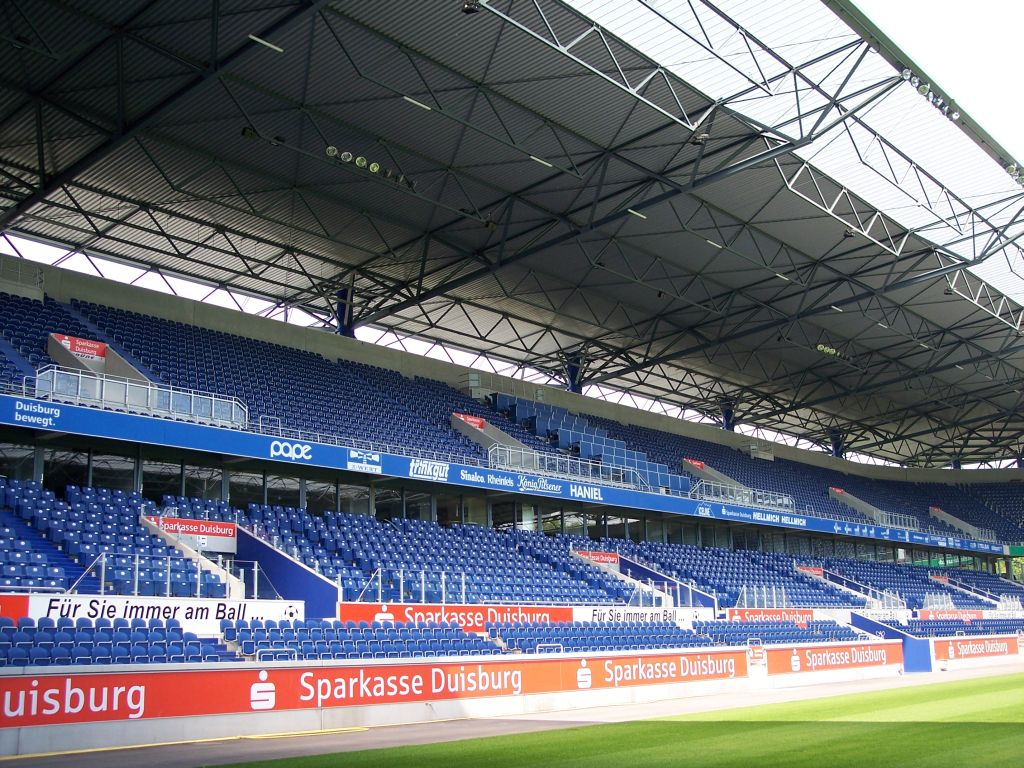

MSV 아레나(MSV-Arena)는 2004년 건립된 독일 노르트라인베스트팔렌주 뒤스부르크의 축구 스타디움이다. 이 스타디움은 MSV 뒤스부르크의 홈구장이며 31,500명을 수용한다. 2005년 월드 게임의 장소이기도 하다.